# Su-27 Flanker (Computerspiel)
Su-27 Flanker ist eine Kampfflugsimulation des russischen Computerspielentwicklers Eagle Dynamics. Am 10. November 1995 kam es erstmals für Windows 95, später auch für DOS auf den Markt.
Der Flugsimulator bot für seine Zeit eine sehr detaillierte Darstellung des Kampfflugzeuges Su-27. Bei der Spielentwicklung wurden Spezialisten des Experimental-Konstruktionsbüros Suchoi beigezogen. Das realitätsnahe Flugmodell wurde von Spielern wie echten Su-27-Piloten wertgeschätzt.
Das Szenario spielt sich in der Luft über der Krim ab. Das Flugzeug wird wahlweise per Tastatur und Maus oder alternativ mit dem Joystick gesteuert, wobei letzterer stärker zur Immersion beiträgt. Der Spieler muss gegen KI-gesteuerte Kampfjets Missionen absolvieren, der Fokus dieser liegt meistens auf dem Luftkampf. Der Spieler kann aber nebst vorgegebener Mission auch mit Hilfe eines im Spiel enthaltenen Missionseditors eigene Szenarien erstellen. 
Su-27 Flanker bildete den Auftakt zu einer Reihe weiterer Flugsimulatoren von Eagle Dynamics, darunter Su-27 Flanker 2.0, Su-27 Flanker 2.5, Lock On: Modern Air Combat, Lock On: Flaming Cliffs, Lock On: Flaming Cliffs 2.0 und der Reihe Digital Combat Simulator.